# Ende (langue)
Pour les articles homonymes, voir Ende (homonymie).
L’ende est une langue austronésienne parlée en Indonésie, dans l'île  de Florès et dans la petite île voisine d'Ende. La langue appartient à la branche malayo-polynésienne des langues austronésiennes.

## Dialectes
Les dialectes de l’ende sont le nga’o et en allant vers l'Est, le ja’o parlé autour de la ville d’Ende et dans l’île du même nom, puis enfin l’aku, qui confine au domaine de la langue lio (en). Il n'est pas clair si l’ende et le lio forment un continuum linguistique.

## Classification
L’ende est classé traditionnellement dans un sous-groupe bima-sumba. Robert Blust conteste l'existence de ce sous-groupe, sur la base d'une comparaison lexicale et phonétique des langues.
Le bima-sumba est considéré comme un sous-groupe du malayo-polynésien central.

## Phonologie
Les tableaux montrent la phonologie du dialecte ja’o de l’ende, les voyelles et les consonnes.

### Voyelles
|         | Antérieure | Centrale | Postérieure |
| ------- | ---------- | -------- | ----------- |
| Fermée  | i [i]      |          | u [u]       |
| Moyenne | é [e]      | e [ə]    | o [o]       |
| Ouverte |            | a [a]    |             |

### Consonnes
|              |              | Bilabiales | Dentales | Latérales | Dorsales | Dorsales | Glottales |
| ------------ | ------------ | ---------- | -------- | --------- | -------- | -------- | --------- |
| Palatales    | Vélaires     | Bilabiales | Dentales | Latérales |          |          | Glottales |
| Occlusives   | Sourde       | p [p]      | t [t]    |           |          | k [k]    | ’ [ʔ]     |
| Occlusives   | Sonore       | b [b]      | d [d]    |           |          | g [g]    |           |
| Occlusives   | Implosive    | bh [ɓ]     | dh [ɗ]   |           |          |          |           |
| Occlusives   | Prénasale    | mb [m͡b]    | nd [n͡d]  |           |          | ngg [ŋ͡g] |           |
| Fricative    | Fricative    | f [f]      | s [s]    |           |          | gh [ɣ]   | h [h]     |
| Affriquée    | Affriquée    |            |          |           | dʒ [d͡ʒ]  |          |           |
| Nasale       | Nasale       | m [m]      | n [n]    |           |          | ng [ŋ]   |           |
| Roulée       | Roulée       |            | r [r]    |           |          |          |           |
| liquide      | liquide      |            | l [l]    |           |          |          |           |
| Rétroflexe   | Rétroflexe   |            | rh [ɹ]   |           |          |          |           |
| semi-voyelle | semi-voyelle | w [w]      |          |           |          |          |           |

## Sources
- (en) Blust, Robert, Is there a Bima-Sumba Subgroup?, Oceanic Linguistics, 47:1, pp. 45-113, 2008.
- (en) McDonnell, Bradley, A Preliminary Description of Ende Phonology, Journal of the Southeast Asian Linguistics Society Vol. 2, pp. 195-226, 2009.